# Gravimetria
La gravimetria, o estudi del camp gravitatori terrestre, és una branca de la Geofísica entre les aplicacions de la qual es troben establir la forma de la Terra (Geodèsia), deduir l'estructura de la litosfera, calcular la massa i densitat de les distintes capes, explicar els moviments verticals dels blocs corticals o siostàsia, així com descobrir els jaciments minerals d'interès econòmic, o els jaciments arqueològics o paleontològics abans d'iniciar-ne l'excavació. És a dir, la mesura de la força gravitatòria, el pes o la densitat. Es pot utilitzar tant per estudiar la força i el camp gravitatori terrestres com les propietats dels cossos que hi són sotmesos.